# Saxifraga moorcroftiana
Saxifraga moorcroftiana är en stenbräckeväxtart som beskrevs av Nathaniel Wallich. Saxifraga moorcroftiana ingår i Bräckesläktet som ingår i familjen stenbräckeväxter. Inga underarter finns listade i Catalogue of Life.